# 시로코

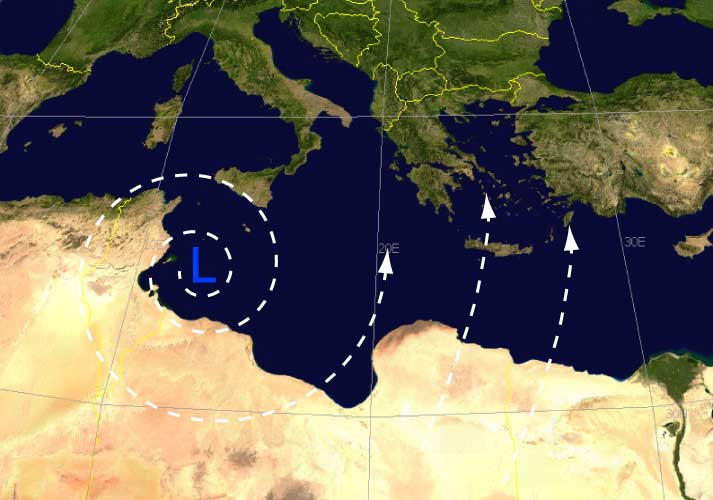

시로코(Sirocco)는 초여름에 아프리카에서 지중해를 넘어 이탈리아에 부는 더운 바람이다. 사하라 사막을 기원하는 바람으로, 북아프리카에서는 건조하지만 지중해를 넘고 남부 이탈리아에서는 고온 다습한 바람이 되어 가끔 모래 폭풍을 동반한다.

## 같이 보기
- 푄 현상
- 스튜디오 지브리